# Méon
Méon település Franciaországban, Maine-et-Loire megyében. Lakosainak száma 220 fő (2018. január 1.). Méon Breil, Linières-Bouton, Noyant, Parçay-les-Pins és La Pellerine községekkel határos.

## Népesség
A település népességének változása:
| Lakosok száma | 386  | 330  | 304  | 280  | 248  | 266  | 265  | 252  | 225  | 220  |
|               | 1968 | 1975 | 1982 | 1990 | 1999 | 2011 | 2013 | 2015 | 2017 | 2018 |